# Superciliarvibrisse

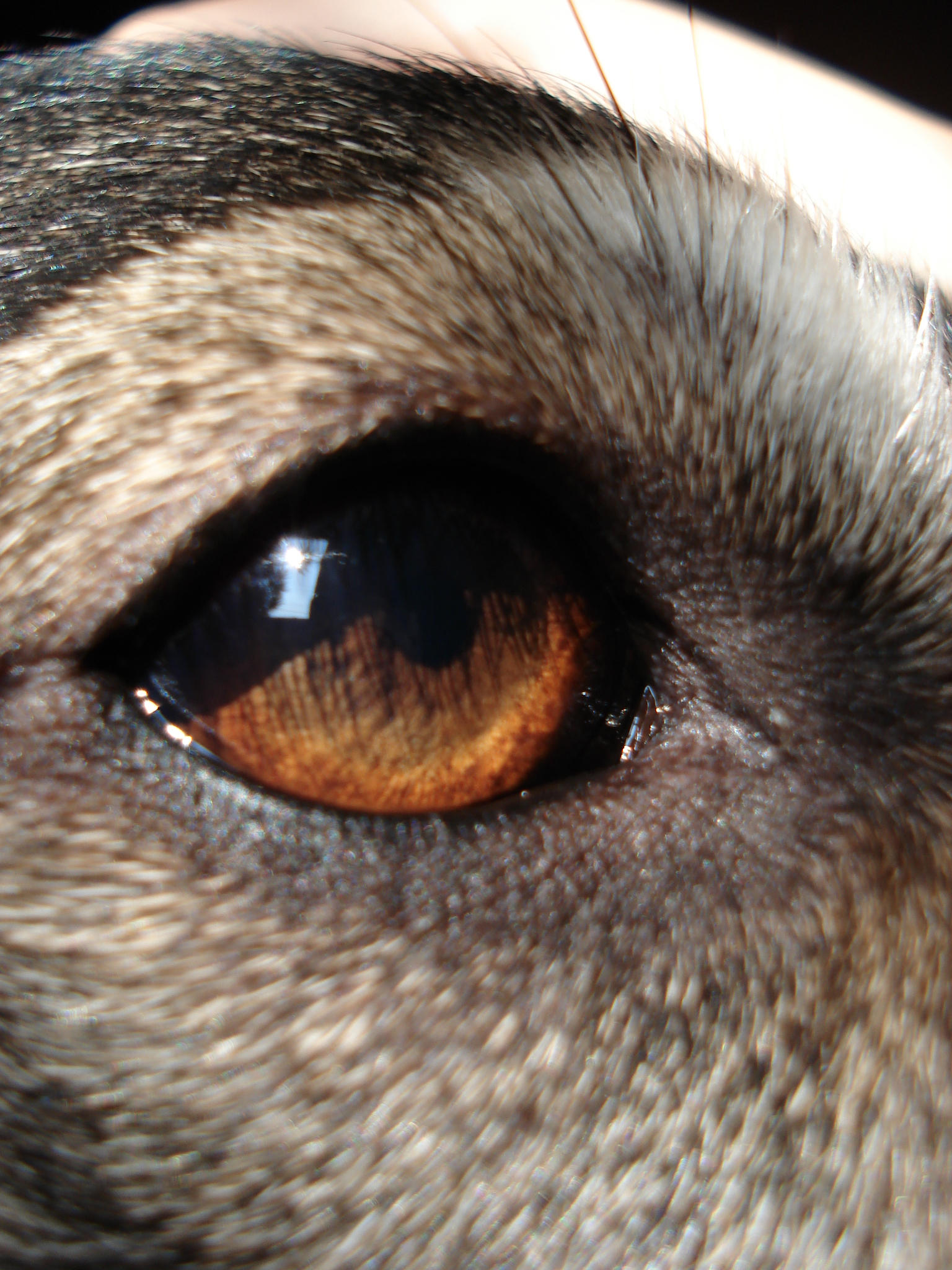
Auge eines Hundes mit Superciliarvibrissen (lange dicke Haare rechts oberhalb des Auges)

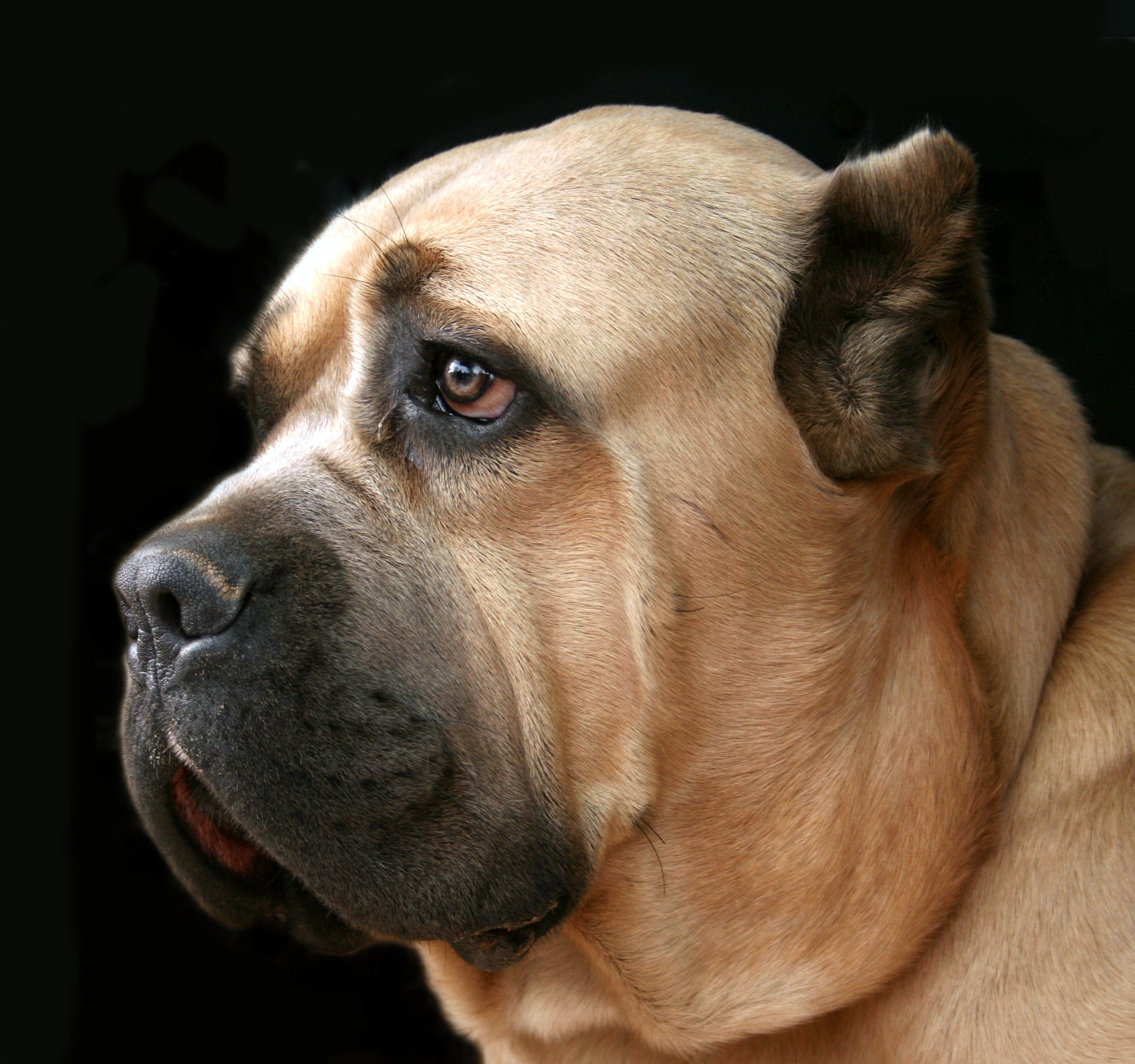
Kopf eines Cane Corso Italiano mit deutlich sichtbarem Büschel von Superciliarvibrissen

Als Superciliarvibrissen oder Supraorbitalvibrissen (anatomisch Pili tactiles supraciliares, von lateinisch Pilus ‚Haar‘, Tactio ‚Tastsinn‘, supra ‚über‘ und Orbita ‚Augenhöhle‘) werden steife Sinneshaare (Vibrissae) bezeichnet, die sich bei vielen Säugetieren oberhalb der Augen befinden. Sie stellen gemeinsam mit anderen Fühlborsten, etwa den Mystacialvibrissen im Bereich um Mund und Nase, hocheffektive Sinnesorgane dar, die vor allem Berührungen wahrnehmen können.
Besonders auffällig sind diese bei Hasenartigen und Nagetieren. Bei Hunden und Katzen bilden sie ein Büschel oberhalb der Augen, bereits leichte Berührungen lösen ein Augenblinzeln aus, was vermutlich dem Schutz der Hornhaut bei der Jagd dient. Bei den Meeressäugetieren sind sie vor allem bei den Hundsrobben gut entwickelt. Bei einigen Säugetieren können Supraorbitalvibrissen auch gänzlich fehlen, beispielsweise bei Mittelamerikanischen Wassermäusen.